# Кортленд (Міссісіпі)
Кортленд (англ. Courtland) — місто (англ. town) в США, в окрузі Пенола штату Міссісіпі. Населення — 470 осіб (2020).

## Географія
Кортленд розташований за координатами 34°14′27″ пн. ш. 89°56′36″ зх. д. / 34.24083° пн. ш. 89.94333° зх. д. (34.240883, -89.943278).  За даними Бюро перепису населення США в 2010 році місто мало площу 2,93 км², уся площа — суходіл.

## Демографія
Згідно з переписом 2010 року, у місті мешкало 511 особа в 182 домогосподарствах у складі 129 родин. Густота населення становила 174 особи/км².  Було 202 помешкання (69/км²).
Расовий склад населення:
| - 54,6 % — чорних або афроамериканців - 45,0 % — білих |

До двох чи більше рас належало 0,4 %. Частка іспаномовних становила 0,0 % від усіх жителів.
За віковим діапазоном населення розподілялося таким чином: 28,4 % — особи молодші 18 років, 59,7 % — особи у віці 18—64 років, 11,9 % — особи у віці 65 років та старші. Медіана віку мешканця становила 35,6 року. На 100 осіб жіночої статі у місті припадало 101,2 чоловіків;  на 100 жінок у віці від 18 років та старших — 100,0 чоловіків також старших 18 років.
Середній дохід на одне домашнє господарство  становив 40 856 доларів США (медіана — 31 250), а середній дохід на одну сім'ю — 48 525 доларів (медіана — 36 375). За межею бідності перебувало 37,1 % осіб, у тому числі 52,8 % дітей у віці до 18 років та 13,1 % осіб у віці 65 років та старших.
Цивільне працевлаштоване населення становило 243 особи. Основні галузі зайнятості: освіта, охорона здоров'я та соціальна допомога — 25,5 %, роздрібна торгівля — 14,0 %, виробництво — 13,6 %.